# محور النورة

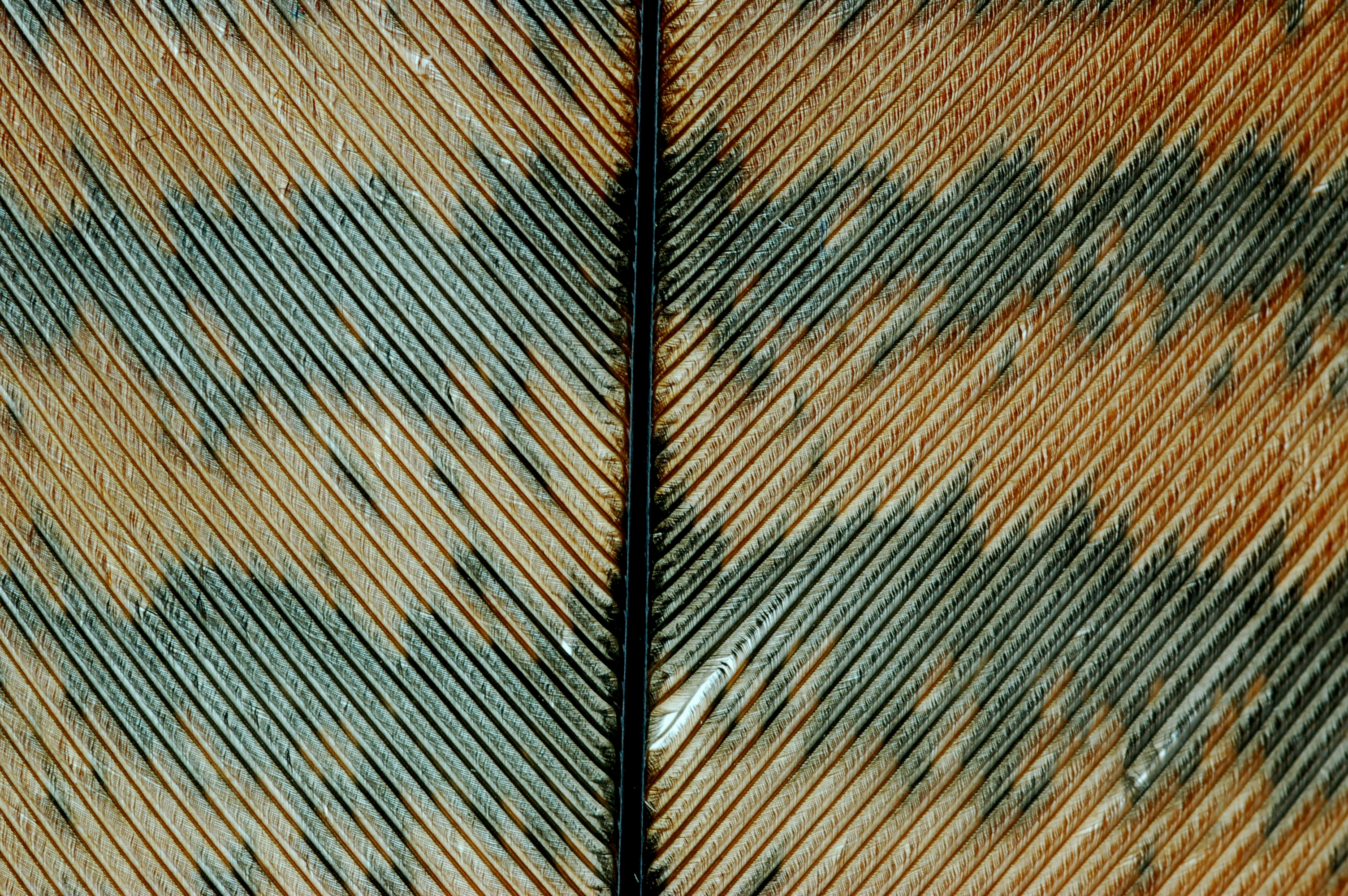
المحور الداكن لريش الديك الرومي

في علم الأحياء، محور النورة أو الرَّاشَة أو الزند أو العنق أو زاشة عنق (بالإنجليزية: Rachis، بمعنى «العمود الفقري») هو مصطلح يُعتبر مرادف لكلمة العمود الفقري، لكن يدل أيضًا على محور ريش الطائر، وكذلك على الضلع الأوسط من أوراق النبات. أو أي جزء من جسم يحافظ على تماسك الجسم وشكله وصلابته وليونته.

## في علم الحيوان وعلم الأحياء الدقيقة
في الفقاريات، يمكن أن يشير محور النورة إلى سلسلة الفقرات المفصلية، التي تغلف الحبل الشوكي. في هذه الحالة عادة ما يشكل المحور الداعم للجسم ثم يسمى العمود الفقري. يمكن أن يعني أيضًا المحور المركزي للريش الجناحي.
في الغدد التناسلية من اللافقاريات الديدان الخيطية للربداء الرشيقة، محور النورة هو الجوهر المتوسط من الخلايا المركزية أو محور ذراع الغدد التناسلية لكل من الذكور الكبار والخنثى حيث الخلايا الجرثومية حققت طور التثخن وتعلق على جدران الأنبوب الغدد التناسلية. يتم تعبئة المحور بالسيتوبلازم .

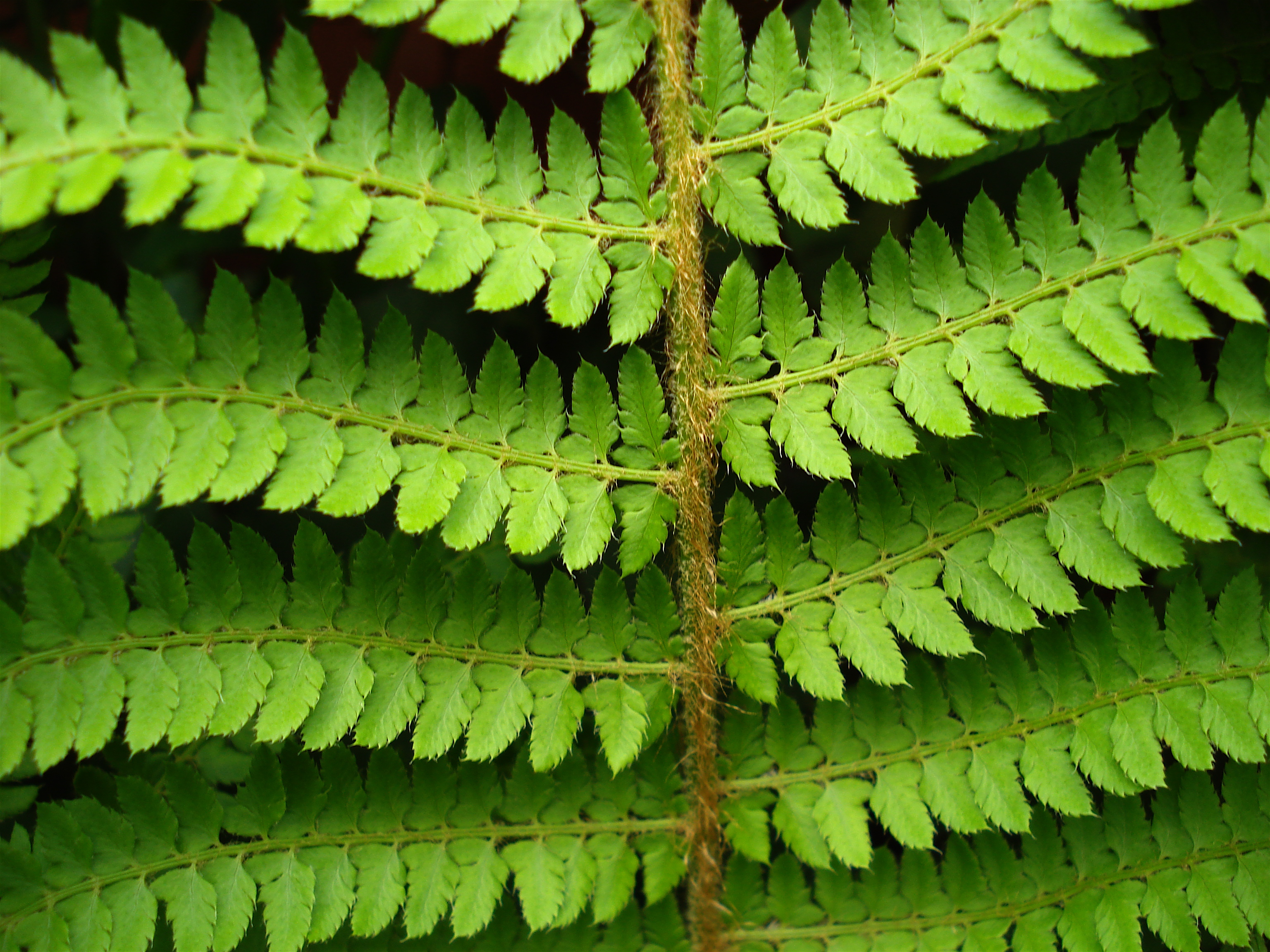
محور عمودي للسرخس عمودي مع منشورات ورقية أفقية.

## في علم النبات
في النباتات، يكون محور النورة هو المحور الرئيسي للهيكل المركب. يمكن أن يكون الجذع الرئيسي للورقة المركبة، كما هو الحال في أكاسيا أو السرخس، أو الجزء الرئيسي الحامل للزهور من الإزهار فوق السويقة الداعمة.